# Sono stato io
Sono stato io (en italià He estat jo) és una pel·lícula de comèdia dramàtica italiana del 1973 dirigida per Alberto Lattuada. Pel seu paper Giancarlo Giannini fou premiat amb el Premi Sant Sebastià d'interpretació masculina al Festival Internacional de Cinema de Sant Sebastià 1973.

## Sinopsi
El jove Biagio Solise viu a Milà on neteja de dia en un gratacel i fa de comparsa a La Scala de nit. Biagio somia que es fa famós de qualsevol manera, fins que un vespre al teatre on treballa, arriba l'oportunitat: la primera dama Gloria Strozzi és estrangulada al seu vestidor per un desconegut i Biagio escampa pistes per tot el vestidor per culpar-se l'assassinat.
L'endemà, els diaris de tot el món parlen de l'assassinat de la cantant lírica, anomenant-lo el “crim del segle”, Biagio finalment és feliç. Mentrestant, Biagio construeix una coartada i, després d'un cert esforç, la policia el deté. El seu nom es troba a tots els diaris, tot va segons els seus plans, i es posa en contacte amb anuncis i pel·lícules.
Mentre comença el procés. Biagio utilitza la seva coartada de ferro a última hora i riu mentre el fiscal demana que se'l condemni a trenta anys de presó. Però de la mateixa manera que Biagio utilitza la seva arma secreta, és a dir, el testimoni del Cavalier Toluzzi que l'hauria d'haver absolt, el cavaller mor d'un atac de cor fins i tot abans de testificar. De manera que Biagio és condemnat a trenta anys per un assassinat que mai no va cometre. Al final és traslladat al centre penitenciari de l'illa de Pianosa, sol i oblidat per tots.

## Repartiment
- Giancarlo Giannini: Biagio Solise
- Silvia Monti: Jacqueline
- Hiram Keller: Il Kid
- Orazio Orlando: Il Commissario
- Patricia Chiti: Gloria Strozzi
- Georges Wilson: Il pubblico ministero
- Giuseppe Maffioli: L'avvocato Difensore
- Piero Chiara: Il Presidente Della Corte
- Nino Pavese: Il Cavalier Armando Toluzzi
- Ely Galleani: L'autostoppista